# Prisión de sueños
Prisión de sueños es una película mexicana dirigida y escrita por Víctor Urruchúa en 1948 y estrenada el 12 de octubre de 1949; la dirección de fotografía fue realizada por Gabriel Figueroa, el asistente de dirección fue Jaime L. Contreras y fue protagonizada por Rodolfo Acosta; duración 88 minutos.

## Sinopsis
Luis el roto es un obrero que por falta de dinero no puede casarse con su novia Rosa, viven en un callejón pobre, con sus respectivas madres. Luis es amado por la prostituta Carlota y por esto desprecia al padrote Rodolfo, quien lastima a Luis en los baños.
Despiden a Luis de su trabajo y no puede pagar la curación de su madre; sigue el consejo de la prostituta de irse con Rosa del callejón y vagan por la ciudad; Al día siguiente el intenta vender un reloj, pero lo rompe al tratar de ayudar a un niño que es atropellado y su madre muere; El padrote y sus cómplices lo convencen de participar en un robo. El padrote acuchilla a la víctima asaltada y por eso tiene una riña con Luis, entonces el padrote le dispara a Luis y muere en brazos de Rosa al tratar de huir del callejón.

## Aspectos Técnicos
Esta película tiene un formato de 35 mm y fue filmada en blanco y negro;  Rafael Portillo estuvo encargado de la edición, Francisco Argote de la dirección musical, Jorge Fernández de la escenografía, Nicolas de la Rosa y Galindo Samperio del sonido y Armando Meyer del maquillaje.
La producción fue realizada por Artistas y Técnicos asociados ARTE MEX.
Se estrenó el 12 de octubre de 1949 en la Mariscala.
El rodaje inició el 9 de diciembre de 1948 en los estudios Churubusco.

## Reparto
- Esther Fernández/ Rosa
- Roberto Cañedo/ Luis
- Katy Jurado/ Carlota
- Niño Ismael Pérez/ Federico
- Rodolfo Acosta/ Rodolfo
- Emma Roldán/ Concha
- Pascual García Peña/ Serafín, Borracho
- Mimí Derba/ Águeda
- José Mendiola Don Leandro/ Poca Lucha, Ladrón
- Manuel Noriega/ Don Pepe
- Victorio Blanco/ Vecino
- Luper Carriles/ Vecina